# Frontera entre Francia y Surinam
La frontera entre Francia y Surinam es un lindero internacional continuo que delimita los territorios nacionales de ambos países colindantes en el norte de América del Sur, así como fuera de ella en el océano Atlántico. Mide 510 km, y separa los estados brasileños de Amapá y Pará de la Guayana Francesa, que es a su vez una región y departamento de ultramar.

## Geografía

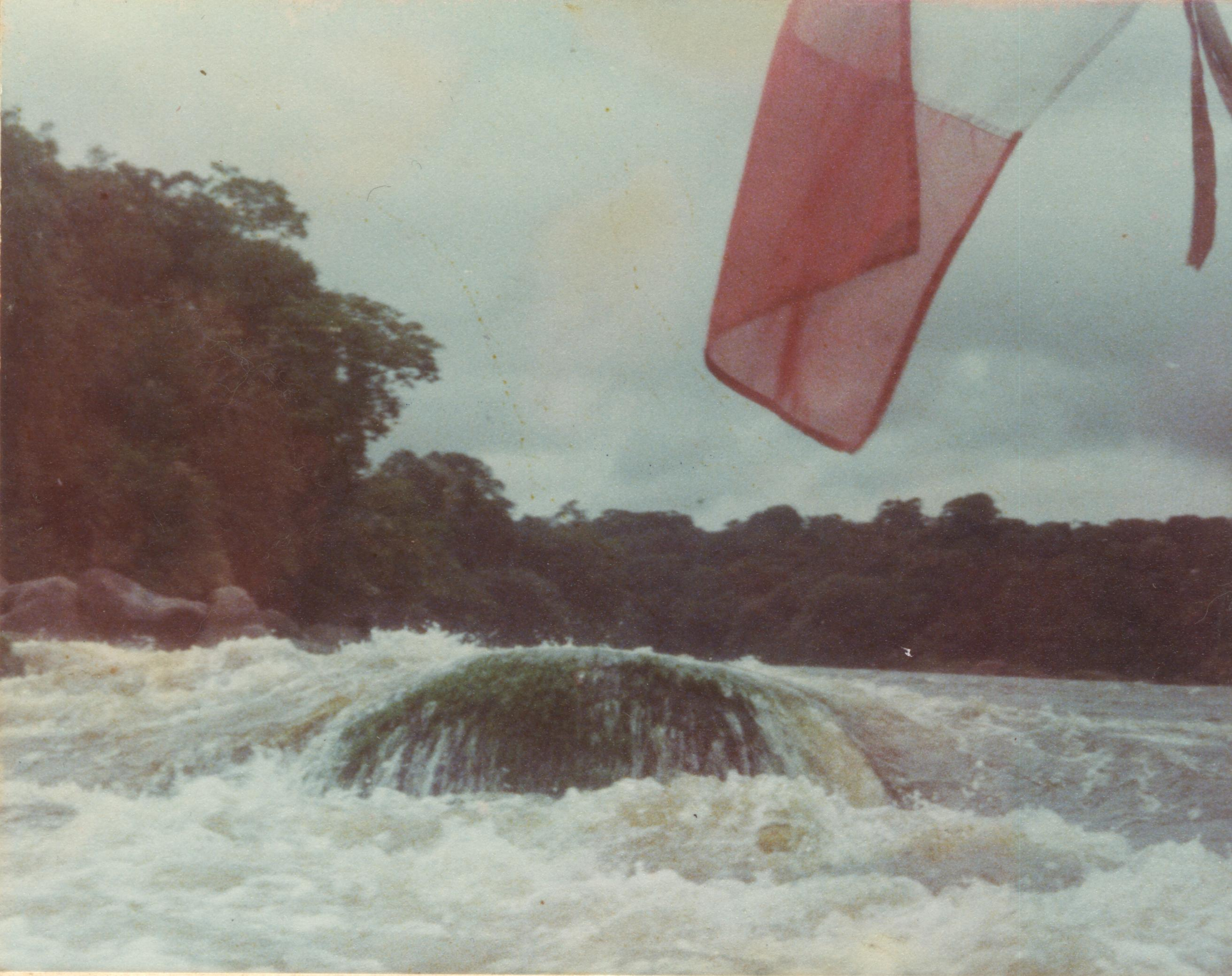
El río Maroni aguas abajo de Grand-Santi.

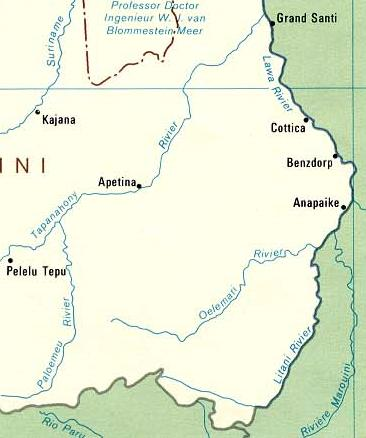
La frontera en su parte sur.

La frontera franco-surinamesa se extiende por 510 km, al occidente de la Guayana Francesa y al oriente de Surinam.
Comienza en el norte, en la desembocadura del río Maroni, al nivel del océano Atlántico (5°44.3'N, 53°58.1'O). Luego sube el curso del río en dirección hacia el sur, luego sigue por el curso del Lawa en su confluencia con el Tapanahoni (4°22,1'N, 54°25'O).
En la confluencia de los ríos Itany y Marouini, que forman el Lawa (3°17.6'N, 54°05.2'O), la línea fronteriza es objeto de un desacuerdo entre ambos países, ya que Francia asegura que el límite sigue el curso de Itany, en tanto Surinam lo hace por el Marouini.
Termina al sur en el punto tripartito entre Brasil, Francia y Surinam (2° 18.3'N, 54°31.5'O según la posición francesa) desde donde se encuentra la frontera entre Brasil y Surinam y la frontera entre Brasil y Francia.

## Historia

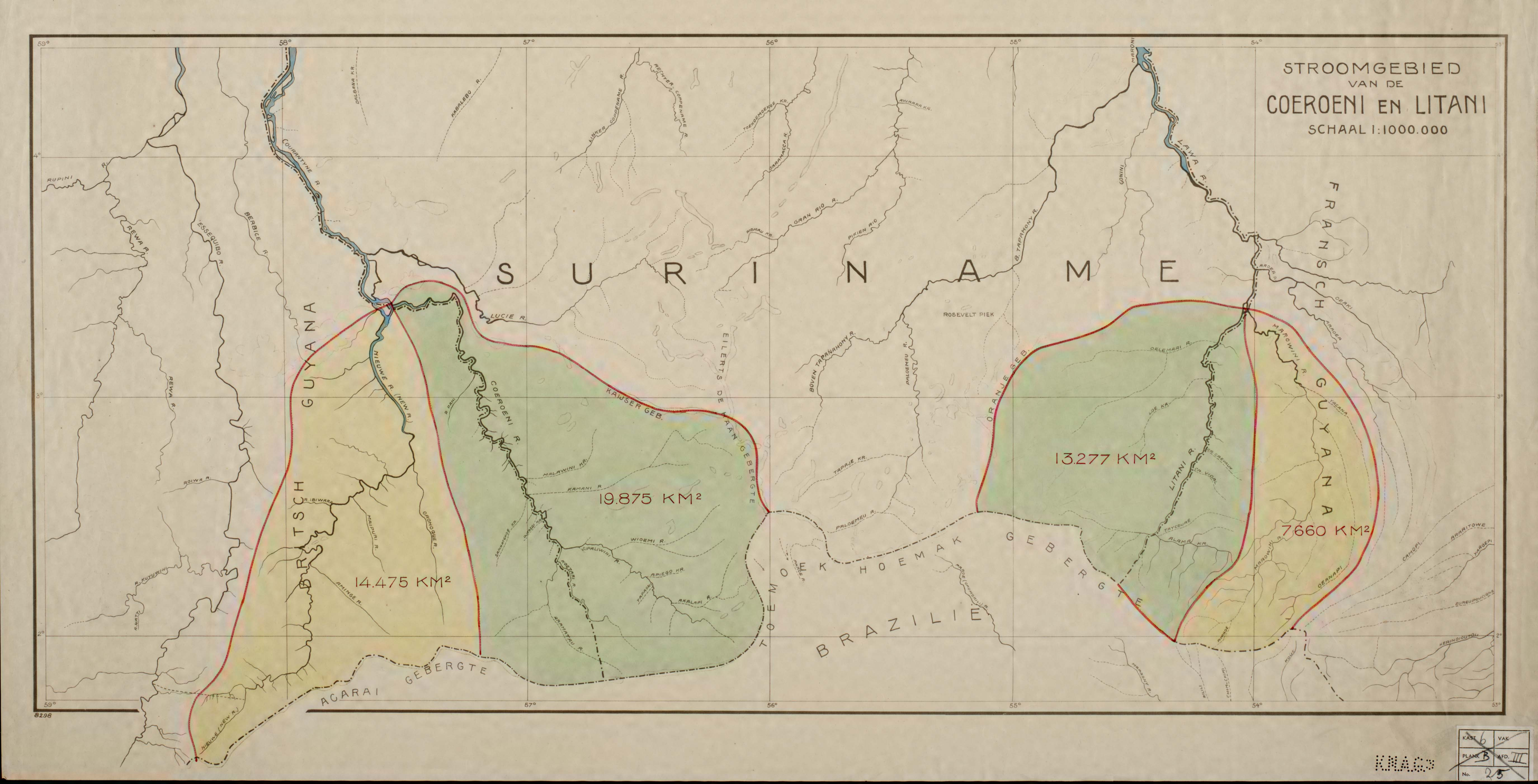
Disputas fronterizas de Surinam.

La frontera entre los dos estados fue establecida en el Maroni por el Tratado de Utrecht de 1713 (Surinam era entonces una colonia neerlandesa). Debido a la imprecisión del curso de este río por encontrarse en las vastas tierras inexploradas de la selva amazónica, en 1891 se dictó un arbitraje de Alejandro III de Rusia esclareciendo el límite, que según el fallo debería seguir el Lawa aguas arriba de su confluencia con el Tapanahoni.
Este arbitraje no concilió por completo las dos posiciones, Francia considera que el Itany es la cabecera del Lawa, mientras que los Países Bajos (y luego Surinam) juzgan que este curso superior está constituido por el Marouini. Por lo tanto, sigue habiendo un área de aproximadamente 6 000 km² en la práctica controlada por Francia, pero reclamada -sin insistencia- por Surinam, entre los ríos Itany y Marouini.